# Села М'янми
Село (бірм. ကျေးရွာ, kyei-ywa; or ရွာ, ywa) — найменша частина груп сіл М'янми. На 2015 рік, існувало 70 838 сіл.